# دان کالفا
دان کالفا (انگلیسی: Don Calfa) بازیگر سینما و تلویزیون آمریکایی بود که بیش از ۴۰ سال به ایفای نقش پرداخت. از به یادماندنی‌ترین آثار وی می‌توان به نقش متصدی کفن و دفن به نام ارنی کالتنبرونر در فیلم بازگشت مردگان زنده اشاره کرد.

## آثار

### فیلم
- پوند (۱۹۷۰)
- آزادی سیندرلا (۱۹۷۳)
- کرگدن (۱۹۷۴)
- نیکلودئون (۱۹۷۶)
- نیویورک، نیویورک (۱۹۷۷)
- حقه‌بازی (۱۹۷۸)
- ۱۰ (۱۹۷۹)
- رز (۱۹۷۹)
- ۱۹۴۱ (۱۹۷۹)
- پستچی همیشه دو بار زنگ می‌زند (۱۹۸۱)
- بازگشت مردگان زنده (۱۹۸۵)
- قرارگاه نظامی (۱۹۸۸)
- باگزی (۱۹۹۱)
- دکتر دولیتل (۱۹۹۸)

### مجموعه تلویزیونی
- کوجک (۱۹۷۴–۱۹۷۵)
- خیابان‌های سانفرانسیسکو (۱۹۷۴–۱۹۷۷)
- باره‌تا (۱۹۷۶)
- زن بیونیک (۱۹۷۸)
- توئین پیکس (۱۹۹۰)
- ستوان کلمبو (۱۹۹۰٬۱۹۹۵)